# فوتبال در المپیک تابستانی ۱۹۰۴ – ترکیب تیم‌های مردان
این مقاله فهرستی از ترکیب‌های تیم‌های حاضر در مسابقات فوتبال در بازی‌های المپیک تابستانی ۱۹۰۴ است که در ایالات متحده آمریکا برگزار شد. 

## باشگاه فوتبال گالت
سرمربی: لوئیس بلیک داف
- اوتو کریستمن (هافبک)
- جورج داکر (مدافع)
- جان فریزر (هافبک)
- جان گورلی (کاپیتان)
- الکساندر هال (مهاجم)
- آلبرت هندرسون (مهاجم)
- آلبرت جانسون (هافبک)
- رابرت لین (هافبک)
- ارنست لینتون (دروازه‌بان)
- گوردون مک‌دونالد (مهاجم)
- فردریک استیپ (مهاجم)
- تام تیلور (مهاجم)
- ویلیام توئتز (مهاجم)
- پارنل گورلی (مهاجم)

## کریستین برادرز کالج
بازیکن-سرمربی: جوزف لایدن
- چارلز باترلیف (مهاجم)
- وارن بریتینگهام (مهاجم)
- اسکار بروکمایر (مدافع)
- الکساندر کادمور (مهاجم)
- چارلز جنیوری (هافبک)
- جان جنیوری (مدافع)
- توماس جنیوری (هافبک)
- ریموند لاولر (مهاجم)
- جو لایدن (مهاجم)
- لوئیس منگس (دروازه‌بان)
- پیتر راتیکان(هافبک)

## سنت رز پریش
* جوزف بردی (هافبک)
- جورج ادوین کوک (مدافع)
- توماس کوک (مدافع)
- کومریک کاسگرو (مهاجم)
- ادوارد دیرکز (هافبک)
- مارتین دولینگ (هافبک)
- فرانک فراست (دروازه‌بان)
- کلود جیمسون (مهاجم)
- هنری جیمسون (مدافع)
- جانسون (مهاجم)
- لئو اوکانل (مهاجم)
- هری تیت (مهاجم)